# Prabowo Subianto
Prabowo Subianto Djojohadikusumo (Yakarta, 17 de octubre de 1951) es un exmilitar, empresario, político y general honorario retirado del ejército indonesio, actual presidente de Indonesia desde 2024 y exministro de Defensa. Subianto es el tercer presidente de Indonesia con antecedentes militares después de Suharto y Susilo Bambang Yudhoyono.
En 1998, fue dado de baja del ejército y posteriormente se le prohibió la entrada a Estados Unidos por presuntamente cometer abusos contra los derechos humanos.

## Biografía

### Primeros años
Nació en 1951 en una de las familias más ricas del país. Es hijo de Sumitro Djojohadikusumo, un economista indonesio, y Dora Sigar. Estuvo casado con Titiek Suharto, quien es la segunda hija del fallecido presidente Suharto. Se casaron en 1983 y se divorciaron en 1998 durante la crisis política de Indonesia.

## Carrera militar
Se graduó de la Academia Militar de Indonesia en 1970 y sirvió en el grupo de fuerzas especiales Kopassus. Participó en la invasión de Timor Oriental. En particular, dirigió el grupo que asesinó a Nicolau dos Reis Lobato, quien fue el primer ministro de Timor Oriental, el 31 de diciembre de 1978. Se formó por el ejército estadounidense en Fort Bragg y Fort Benning en 1980 y 1985 respectivamente. Volvió a estar presente en Timor Oriental en 1983 y dirigió las fuerzas especiales responsables de las masacres de Kraras. Los supervivientes de estas masacres fueron encerrados en un campo de concentración custodiado por los hombres de Prabowo Subianto, en donde muchos murieron de hambre y malos tratos.
Tras la caída de la dictadura de Soeharto, vivió unos años en Jordania. En Indonesia se le acusó de haber instigado violencias durante la caída de Soeharto. Sin embargo, no le molesta la justicia, que no persigue a los responsables del régimen del Nuevo Orden.

## Carrera política

### Partido Gerindra
A principios de 2008, el círculo íntimo de Prabowo Subianto, incluido Fadli Zon, estableció el Partido del Gran Movimiento de Indonesia (Gerindra). En las elecciones presidenciales de 2009, se postuló sin éxito para la vicepresidencia como la compañera de carrera de Megawati Sukarnoputri. Él disputó las elecciones presidenciales de 2014 y fue derrotado por el gobernador de Yakarta, Joko Widodo, que inicialmente disputó.

#### Candidatura presidencial de 2019
Se postuló nuevamente para la presidencia para las elecciones presidenciales en 2019 con Sandiaga Uno como su compañero de fórmula y con el apoyo de Gerindra, el Prosperous Justice Party (PKS), el National Mandate Party (PAN), el Partido Demócrata y el Partido Berkarya. Denunció durante la campaña la «violación de la patria» y la «persecución de los ulemas», en referencia a la prohibición de Hizb ut-Tahrir, a la que el gobierno acusó de terrorismo. Durante sus reuniones se proyectan mensajes de vídeo de Habib Rizieq Shihab, líder del Frente de Defensores del Islam que vive en Arabia Saudita. En particular, subrayó que Prabowo Subianto «no protegía a los comunistas, los liberales, las creencias desviadas y los actos indecentes e ilegales». Durante su campaña, se mantuvo impreciso sobre su proyecto y trató, en cambio, de glorificar a la nación indonesia. Perdió, obteniendo el 45% de los votos, y luego impugnó el resultado.

## Ministro de Defensa
El 23 de octubre de 2019, tras un acercamiento con su oponente ganador, el presidente Joko Widodo, Prabowo Subianto fue nombrado como ministro de Defensa. Amnistía Internacional lamenta «un día oscuro para los derechos humanos en el país», ya que se sospecha que Prabowo Subianto supervisó personalmente las masacres y torturas en Timor Oriental y Papúa Occidental y que secuestró y desapareció a varios manifestantes prodemocráticos en 1998.
Según el investigador australiano Damien Kingsbury, el nombramiento era inevitable: «Joko Widodo sigue siendo demasiado vulnerable ante los islamistas, los militares y el DPR, la cámara baja del Parlamento». Cercano a Estados Unidos en cuestiones de política exterior, Prabowo recibió al Secretario de Defensa de Estados Unidos en octubre de 2020 en una perspectiva antichina.

## Presidencia de Indonesia
El 20 de octubre de 2024, Prabowo Subianto asumió la presidencia de Indonesia, la tercera democracia más grande del mundo. En su discurso inaugural, Prabowo Subianto prometió abordar los desafíos internos, como la corrupción generalizada, que sigue obstaculizando el desarrollo del país. Además, se comprometió a mejorar la autosuficiencia de Indonesia, centrándose en las reformas económicas y el fortalecimiento de las industrias nacionales.

## Controversias

#### Papeles del Paraíso
Fue nombrado en noviembre de 2017 en los Paradise Papers (caso de evasión fiscal internacional).